# Dagmar Salén
Dagmar Salén (* 22. Mai 1901 in Örebro als Dagmar Mörner; † 20. Dezember 1980 in Stockholm) war eine schwedische Seglerin.

## Erfolge
Dagmar Salén, die Mitglied im Kungliga Svenska Segelsällskapet war, nahm in der 6-Meter-Klasse an den Olympischen Spielen 1936 in Berlin teil. Dabei segelte sie mit ihrem Ehemann Sven Salén als Skipper auf der May Be und erzielte mit unter anderem zwei Siegen in sieben Wettfahrten 62 Gesamtpunkte. Die May Be, deren übrige Besatzung aus Torsten Lord, Martin Hindorff und Lennart Ekdahl bestand, schloss die im Olympiahafen Düsternbrook in Kiel stattfindende Regatta somit auf dem dritten Platz hinter Großbritannien und Norwegen ab und gewann die Bronzemedaille.